# هیدن پنیتیر
هیدن لسلی پنیتیر (انگلیسی: Hayden Lesley Panettiere; ‎/ˌpænətiˈɛər/‎؛ زادهٔ ۲۱ اوت ۱۹۸۹) بازیگر، مدل و خواننده آمریکایی است. او بیشتر برای نقش‌های اصلی‌اش به‌عنوان کلر بنت در سریال ابرقهرمانی قهرمان‌ها (۲۰۰۶–۲۰۱۰) از شبکه ان‌بی‌سی و نقش جولیت بارنز در سریال درام موزیکال نشویل (۲۰۱۲–۲۰۱۸) از ای‌بی‌سی / سی‌ام‌تی شناخته می‌شود، که مورد دوم برای او دو نامزدی جایزه گلدن گلوب بهترین بازیگر نقش مکمل زن – سریال، سریال کوتاه یا فیلم تلویزیونی را به همراه داشت. او همچنین در فرانچایز متا اسلشر جیغ از وس کریون، در نقش کربی رید، بازی می‌کند.
او که اهل پالیزیدز، نیویورک است، نخستین بار در سال ۱۹۹۰ در یک آگهی تبلیغاتی در سن ۱۱ ماهگی روی پرده ظاهر شد. با این حال، حرفه بازیگری تمام وقت او در سال ۱۹۹۴ با بازی در نقش سارا رابرتز در سریال طولانی‌مدت یک زندگی برای زندگی‌کردن از ای‌بی‌سی آغاز شد. او سپس از سال ۱۹۹۶ تا ۲۰۰۰ در درام تلویزیونی نور هدایت از سی‌بی‌اس نقش لیزی اسپولدینگ را بازی کرد. پنیتیر همچنین در فیلم درام فوتبالی دیزنی با عنوان تایتنز را به یادآور (۲۰۰۰)، فصل آخر سریال کمدی-درام قانونی الی مک‌بل (۲۰۰۲) از فاکس، فیلم کمدی-درام بزرگ کردن هلن (۲۰۰۴)، فیلم کمدی مسابقه اسب‌دوانی گورخر مسابقه (۲۰۰۵)، فیلم درام اسکیت نمایشی شاهزاده‌خانم یخی (۲۰۰۵)، فیلم کمدی عاشقانه عاشقتم، بث کوپر (۲۰۰۹)، فیلم درام جنایت واقعی آماندا ناکس: قتل در محاکمه در ایتالیا (۲۰۱۱) و فیلم درام بازداشت (۲۰۱۶) در کنار دیگر آثار ظاهر شد. او همچنین صداپیشگی شخصیت‌های کایری و زایون در مجموعه بازی‌های ویدیویی کینگدم هارتس (۲۰۰۲–۲۰۱۷) و همچنین سامانتا «سم» گیدینگز را در بازی ویدیویی آنتیل داون (۲۰۱۵) بر عهده داشت.

## فیلم‌شناسی

### فیلم
| سال  | عنوان                          | نقش                          | یادداشت‌ها                                       |
| ---- | ------------------------------ | ---------------------------- | ----------------------------------------------- |
| ۱۹۹۸ | چیز مورد علاقه من              | پری دریایی                   |                                                 |
| ۱۹۹۸ | زندگی یک حشره                  | پرنسس دات                    | صداپیشه                                         |
| ۱۹۹۹ | پیامی در بطری                  | دختری در قایق در حال غرق شدن |                                                 |
| ۲۰۰۰ | دایناسور                       | سوری                         | صداپیشه                                         |
| ۲۰۰۰ | تایتنز را به یاد آور           | شریل یوست                    |                                                 |
| ۲۰۰۱ | جو یه کسی                      | ناتالی شفر                   |                                                 |
| ۲۰۰۱ | رویداد گردنبند                 | جین جوان                     |                                                 |
| ۲۰۰۴ | کارخانه گرد و غبار             | ملانی لوئیس                  |                                                 |
| ۲۰۰۴ | بزرگ کردن هلن                  | آدری دیویس                   |                                                 |
| ۲۰۰۵ | گورخر مسابقه                   | چانینگ والش                  |                                                 |
| ۲۰۰۵ | شاهزاده خانم یخی               | جنیفر «ژن» هاروود            |                                                 |
| ۲۰۰۶ | آن را روشن کنید: همه یا هیچ‌چیز | بریتنی آلن                   |                                                 |
| ۲۰۰۶ | معمار                          | کریستینا واترز               |                                                 |
| ۲۰۰۶ | دانش‌آموز خوب                   | آلیسون «الی» پالمر           | همچنین با عنوان «The Good Student» شناخته می‌شود |
| ۲۰۰۷ | بوسه شانگهای                   | آدلاید بوربن                 |                                                 |
| ۲۰۰۷ | دفتر خاطرات یک دختر جدید       | هانا راشل                    | صداپیشه                                         |
| ۲۰۰۸ | کرم‌های شب‌تاب باغ               | جین لارنس جوان               |                                                 |
| ۲۰۰۸ | اسکو بی دوو! و پادشاه گابلین   | پرنسس پری ویلو               | صداپیشه                                         |
| ۲۰۰۹ | عاشقتم، بث کوپر                | بث کوپر                      |                                                 |
| ۲۰۰۹ | خلیج کوچک                      | خودش                         | مستند                                           |
| ۲۰۱۰ | آلفا و امگا                    | کیت                          | صداپیشه                                         |
| ۲۰۱۱ | جیغ ۴                          | کربی رید                     |                                                 |
| ۲۰۱۱ | شنل‌قرمزی ۲                     | شنل‌قرمزی                     | صداپیشه                                         |
| ۲۰۱۱ | جاعل                           | امبر فلتر                    | عنوان اصلی «Carmel-by-the-Sea»                  |
| ۲۰۱۶ | حضانت                          | الی فیشر                     |                                                 |
| ۲۰۲۲ | جیغ                            | کربی رید                     | تصویر و صدای کوتاه؛ با تشکر ویژه در تیتراژ      |
| ۲۰۲۳ | جیغ ۶                          | کربی رید                     |                                                 |

### تلویزیون
| سال       | عنوان                                 | نقش                           | یادداشت‌ها                                    |
| --------- | ------------------------------------- | ----------------------------- | -------------------------------------------- |
| ۱۹۹۴–۱۹۹۶ | یک زندگی برای زندگی کردن              | سارا رابرتز                   | نقش اصلی؛ ۲۶ قسمت                            |
| ۱۹۹۶      | بیگانگان در خانواده                   | آدری فریلی                    | قسمت: «Too Good to Be True»                  |
| ۱۹۹۶      | خدا را چگونه می‌نویسی؟                 | مگان بلک وود                  | فیلم تلویزیونی                               |
| ۱۹۹۷      | ناخوشایند برای همیشه                  | دختر کوچولو                   | قسمت: «Little Ice Cream Shop of Horrors»     |
| ۱۹۹۸      | اراده خودشان                          | ناشناخته                      |                                              |
| ۱۹۹۶–۲۰۰۰ | نور هدایت                             | لیزی اسپولدینگ                | نقش اصلی؛ ۴۴ قسمت                            |
| ۱۹۹۹      | خیلی غنی: زندگی مخفی دوریس دوک        | دوریس دوک جوان                |                                              |
| ۱۹۹۹      | لمس شده توسط یک فرشته                 | دیانا                         | قسمت: «Godspeed»                             |
| ۱۹۹۹      | اگر باور داشته باشی                   | سوزان استون جوان / آلیس استون | فیلم تلویزیونی                               |
| ۲۰۰۱      | نظم و قانون: واحد قربانیان ویژه       | اشلی آستین بلک                | قسمت: «Abuse»                                |
| ۲۰۰۲      | الی مک‌بل                              | مدی هرینگتون                  | نقش اصلی؛ ۱۰ قسمت                            |
| ۲۰۰۳      | طبیعی                                 | پتی آن اپلوود                 | فیلم تلویزیونی                               |
| ۲۰۰۳–۲۰۰۵ | دنیای مالکوم                          | جسیکا                         | ۴ قسمت                                       |
| ۲۰۰۴      | فیلمور!                               | یومی                          | صداپیشه؛ قسمت: «Code Name: Electric Haircut» |
| ۲۰۰۴      | تایگر کروز                            | مدی دولان                     | فیلم تلویزیونی                               |
| ۲۰۰۵      | نظم و قانون: واحد قربانیان ویژه       | آنجلا آنیلی                   | قسمت: «Hooked»                               |
| ۲۰۰۵      | دروغ‌هایی که مادرم به من گفت           | هایلی سیمز                    | فیلم تلویزیونی                               |
| ۲۰۰۶      | فرمانده کل قوا                        | استیسی                        | قسمت: «Wind Beneath My Wing»                 |
| ۲۰۰۶      | پسران اسکیت باز                       | کسیدی پارکر شماره ۲           | قسمت: «Band of Gold»                         |
| ۲۰۰۶–۲۰۱۰ | قهرمان‌ها                              | کلر بنت                       | نقش اصلی؛ ۷۳ قسمت                            |
| ۲۰۰۶–۲۰۱۲ | پانکد                                 | خودش / میزبان مهمان           | ۴ قسمت                                       |
| ۲۰۰۷      | مرغ ربات                              | چیتارا / رامونا / خواهر سوس   | صداپیشهs; قسمت: «Endless Breadsticks»        |
| ۲۰۱۰      | بابای آمریکایی!                       | اشلی                          | صداپیشه؛ قسمت: «Stan's Food Restaurant»      |
| ۲۰۱۱      | آماندا ناکس: قتل در محاکمه در ایتالیا | آماندا ناکس                   | فیلم تلویزیونی                               |
| ۲۰۱۲–۲۰۱۸ | نشویل                                 | جولیت بارنز / خودش            | نقش اصلی؛ ۱۱۲ قسمت                           |
| ۲۰۱۳      | نشویل در رکورد                        | خودش                          | ویژه تلویزیونی                               |
| ۲۰۱۵–۲۰۱۶ | قهرمان‌ها: تولد دوباره                 | کلر بنت                       | تصاویر بایگانی                               |
| ۲۰۱۶      | جونیور خرد شده                        | داور مهمان                    |                                              |
| ۲۰۱۶      | جونیور خرد شده                        | خودش                          | قسمت: «Cuteness Overload»                    |
| ۲۰۱۶      | مسابقه لب‌خوانی                        |                               |                                              |

### بازی‌های ویدیویی
| سال  | عنوان                                 | نقش                 | یادداشت‌ها      |
| ---- | ------------------------------------- | ------------------- | -------------- |
| ۱۹۹۸ | زندگی یک حشره                         | دات                 |                |
| ۲۰۰۲ | علامت کری                             | تاتی                |                |
| ۲۰۰۲ | کینگدم هارتس                          | کایری               |                |
| ۲۰۰۶ | کینگدم هارتس ۲                        | کایری               |                |
| ۲۰۱۰ | کینگدام هارتس تولد با خواب            | کایری               |                |
| ۲۰۱۲ | کینگدم هارتس سه‌بعدی: دریم دراپ دیستنس | زیون                |                |
| ۲۰۱۳ | کینگدام هارتس ۱٫۵ رمیکس               | کایری               | تصاویر بایگانی |
| ۲۰۱۴ | کینگدام هارتس ۲٫۵ رمیکس               | کایری               | تصاویر بایگانی |
| ۲۰۱۵ | آنتیل داون                            | سامانتا «سم» گیدینگ |                |
| ۲۰۱۷ | کینگدام هارتس ۲٫۸ فصل پایانی پیش‌درآمد | زیون                | تصاویر بایگانی |

### نماهنگ
| سال  | عنوان                   | هنرمند      | نقش             | یادداشت‌ها     |
| ---- | ----------------------- | ----------- | --------------- | ------------- |
| ۲۰۱۰ | «ترجیح میدم با تو باشم» | جاشوا رادین | دوست دختر جاشوا | نسخه انگلستان |
| ۲۰۱۳ | «۱۹۹۴»                  | جیسون الدین | خودش            |               |